# EFG International
EFG International è un gruppo finanziario globale con sede a Zurigo che offre servizi di private banking e asset management. Le società di private banking del gruppo EFG International operano in circa 40 sedi in tutto il mondo e impiegano oltre 3025 collaboratori (a fine 2023).

## Storia
EFG (European Financial Group) International è stata costituita nel 1995 da Jean Pierre Cuoni e Lawrence D. Howell, insieme a cinque collaboratori. La nascita della banca è legata al conseguimento da parte dei due partner del diritto a svolgere la propria attività dall’ufficio di Zurigo di Banque de Deposits, nonché all’acquisizione delle attività di Royal Bank of Scotland in Svizzera.

## Struttura
L’azionista principale di EFG International è EFG Bank European Financial Group, una banca svizzera con sede a Ginevra, che detiene il 45,4 % del suo capitale. EFG Bank European Financial Group rappresenta a sua volta un gruppo distinto e separato facente parte di European Financial Group EFG (Luxembourg) (“EFG Group”), con sede a Lussemburgo. Inoltre, BTG Pactual detiene il 19,8% di EFG International.
EFG Bank è la principale controllata di EFG International attiva nel private banking in Svizzera. Oltre alla sede centrale di Zurigo, EFG Bank ha una serie di filiali e uffici di rappresentanza in Europa, nell’Asia-Pacifico, nelle Americhe e in Medio Oriente. EFG International ha inoltre varie controllate attive nel private banking, tra cui EFG Private Bank Limited nel Regno Unito ed EFG Capital negli Stati Uniti.

## Performance
La holding principale è EFG Bank European Financial Group, un gruppo di private banking di diritto lussemburghese attivo in numerose giurisdizioni. Il Gruppo detiene il 45,4% di EFG International, un gruppo finanziario globale che offre servizi di private banking e asset management, quotato in Svizzera alla Borsa di Zurigo. Le società di private banking che fanno parte del gruppo EFGI operano in circa 40 sedi in tutto il mondo, impiegano 3025 collaboratori e gestiscono patrimoni dei clienti pari a CHF 142.2 miliardi (al 31 dicembre 2023).
Performance finanziaria a fine 2023:
- Utile netto IFRS: CHF 303.2 milioni.
- Patrimoni in gestione che generano ricavi CHF 142.2 miliardi.